# (p)review
『(p)review』（プレビュー）は、竹澤汀の3作目のミニ・アルバム。2017年12月15日に手売りや通信販売限定での販売が開始され、2018年1月17日より一般販売が開始された。

## 概要
前作『身から出た唄』より約1年ぶりのリリース。Goose house脱退後、ソロ活動を再開してから初の作品。
既存曲のリアレンジバージョンや、新曲を含む全5曲を収録。
2017年12月15日に新宿FACEで開催された「竹澤汀 レコ発ワンマンライブ (p)review [360°]」での手売り販売や通販限定でのリリースとなっていたが、2018年1月17日より一般販売が開始された。

## 収録曲
| 全作詞・作曲: 竹澤汀、全編曲: 松浦晃久。 |                |        |            |
| #                                        | タイトル       | 作詞   | 作曲・編曲 |
| 1.                                       | 「東京タワー」 | 竹澤汀 | 竹澤汀     |
| 2.                                       | 「青」         | 竹澤汀 | 竹澤汀     |
| 3.                                       | 「rainy day」  | 竹澤汀 | 竹澤汀     |
| 4.                                       | 「最終電車」   | 竹澤汀 | 竹澤汀     |
| 5.                                       | 「うたう」     | 竹澤汀 | 竹澤汀     |
| 合計時間:                                | 合計時間:      | 0:00   |            |

## 曲の解説
1. 東京タワー
1stミニアルバム『点と点のあいだ』収録曲。本作にはリアレンジして収録されている。
2. 青
竹澤の2017年のメインテーマとなっている楽曲。
ミュージック・ビデオが制作されており、竹澤のYouTube公式チャンネルにて公開されている。監督は浅川英郎で、ダンサーとして山田葵が出演している[3][4]。
3. Rainy day
4. 最終電車
1stミニアルバム『点と点のあいだ』収録曲。本作にはリアレンジして収録されている。
5. うたう